# Green River (Utah)
Pour les articles homonymes, voir Green River.
Green River est une municipalité américaine située dans le comté d'Emery en Utah.
Lors du recensement de 2010, sa population est de 952 habitants. La municipalité s'étend alors sur une superficie de 12,57 milles carrés (32,56 km2), dont 0,11 mille carré (0,28 km2) d'étendues d'eau.
Un ferry s'implante sur la rive est de la Green River dès 1876, pour permettre au courrier de traverser la rivière. La localité se développe dans les années 1880 avec l'arrivée du chemin de fer. Si la rive ouest porte le nom de Green River, la rive est est appelée Elgin.
Green River est desservie par l'Interstate 70 et une gare ferroviaire.